# Aziz Krichen
Aziz Krichen (arabe : عزيز كريشان), né le 4 avril 1947 à Kasserine, est un sociologue, écrivain et homme politique tunisien.

## Biographie
Figure historique de la gauche tunisienne depuis les années 1960, il est reconnu comme l'un des leaders du mouvement Perspectives durant les années 1970.
Nommé ministre conseiller du président Moncef Marzouki chargé des Affaires politiques le 1er janvier 2012, il démissionne de ses fonctions le 2 mai 2014.
Membre du bureau politique du Congrès pour la République, il en démissionne le 19 décembre 2013.
En mars 2016, il publie un ouvrage qui traite de la révolution de 2011, suivant un découpage chronologique assez strict : le contexte révolutionnaire, le soulèvement, les premiers moments de la transition politique en 2011, la deuxième phase marquée par l’arrivée des islamistes et de leurs alliés au pouvoir, la séquence finale de la transition et enfin l’évolution du pays après la mise en place de la coalition entre Nidaa Tounes et Ennahdha.

## Publications
- Le syndrome Bourguiba, Tunis, Cérès, 1992, 198 p. (ISBN 978-9973700773).
- La promesse du printemps, Tunis, Script, 2016 (réimpr. Paris, La Sorbonne, Paris, 2018), 430 p. (ISBN 978-9973819086)[6],[7].
- L'autre chemin, Tunis, Script, 2019, 263 p. (ISBN 978-9973819123)[8].